# Академия Сангит Натак
Академия Сангит Натак — индийская государственная академия музыки, танца и драмы, основанная Министерством образования Республики Индия 31 мая 1952 года. Первым президентом Академии стал PV Rajamannar, назначенный на должность первым президентом Индии Раджендрой Прасадом 28 января 1953 года. 
Главная задача Академии — сохранение культурного танцевально-драматического наследия Индии, для достижения этой цели ею были созданы архив и библиотека. Академия сотрудничает с индийским правительством по вопросам культуры и поддержки культурного обмена. Она также поддерживает учреждения, которые занимаются подготовкой молодых артистов в области музыки, театра и танца и выделяет средства на различные художественные проекты.
Премия Академии считается наивысшим национальным признанием и присуждается президентом Индии. Награда представляет собой денежное вознаграждение в сумме 50 000 рупий, шали и значок Tamrapatra. Среди лауреатов премии такие деятели индийской музыки, как Закир Хуссейн, Али Акбар Хан и Рави Шанкар.